# Afrikaans
Het Afrikaans is een West-Germaanse taal die hoofdzakelijk in Zuid-Afrika en Namibië wordt gesproken. De taal is een dochtertaal van het Nederlands, ontstaan uit zeventiende-eeuwse Nederlandse dialecten en werd historisch Kaaps-Hollands genoemd. Waarschijnlijk is 90 tot 95 procent van de woordenschat van Nederlandse origine. Zowel grammaticaal als in woordenschat is de taal beïnvloed door het Portugees, het Frans, het Maleis, de Bantoe-talen, de Khoisan-talen en tegenwoordig ook door het Engels. De grootste verschillen tussen het Afrikaans en Nederlands zijn dan ook de spelling, morfologie en grammatica.
Deze twee Nederfrankische talen zijn onderling verstaanbaar. Voor Nederlandstaligen is het gemakkelijker om Afrikaans te verstaan dan omgekeerd, maar het tegenovergestelde wordt ook weleens beweerd.
Met bijna 7 miljoen moedertaalsprekers in Zuid-Afrika, 13,5% van het totale aantal inwoners, is het de op twee na grootste taal van het land, na Zoeloe en Xhosa. Blanke Afrikaners vormen ongeveer 40% (2,7 miljoen) van de sprekers, de rest is overwegend 'kleurling' (3,4 miljoen). Verder hebben nog 600.000 Afrikanen en 59.000 Indiërs de taal als huistaal. Sinds 1996 is het aantal blanke sprekers vrijwel constant, maar de andere groepen groeien.
Het is een meerderheidstaal in het westelijke deel van het land, respectievelijk de provincies Noord-Kaap en West-Kaap en is de moedertaal van de meeste kleurlingen en blanken.
In het buurland Namibië heeft 11% van de inwoners het Afrikaans als moedertaal. Deze zijn vooral te vinden in de hoofdstad Windhoek en de zuidelijke provincies Hardap en !Karas. De taal wordt echter ook als omgangstaal (lingua franca) gebruikt en is als dusdanig de grootste taal van het land, hoewel Engels de officiële taal is. Ook zijn er in Australië, Botswana, Canada, Nieuw-Zeeland, het Verenigd Koninkrijk en de Verenigde Staten migranten uit Zuid-Afrika en (in mindere mate) Namibië die het Afrikaans als moedertaal spreken.

## Classificatie

### Stamboom
- Indo-Europees
  - Germaans
    - West-Germaans
      - Nederduits
        - Nederfrankisch
          - Nieuwnederlands
            - Modern Nederlands en Afrikaans

### Ontwikkeling
Het Afrikaans is ontstaan uit bepaalde Nieuwnederlandse dialecten die werden gesproken door vooral Vlaamse en mogelijk ook Poolse kolonisten die zich in de Kaapkolonie vestigden na de stichting van Kaapstad in 1652, vermengd met hieruit gecreoliseerd Hollands, gesproken door inheemse bewoners (onder meer de Khoikhoi ofwel Hottentotten), andere kolonisten (Fransen, Duitsers) en aangevoerde Maleis- en Portugeestalige slaven. Het Nederlands van de zeventiende eeuw werd dus geëxporteerd naar een geheel nieuw gebied, waar het zich in een nieuwe gemeenschap onder diverse invloeden deels zelfstandig verder ontwikkelde. De ontwikkeling van wat van oudsher dezelfde taal was in het moederland van de kolonisator ging natuurlijk ook verder, zij het op een minder dramatische wijze.
Het Afrikaans kan dus in beginsel niet anders dan een dochtertaal van het Nieuwnederlands worden genoemd. Volgens de meeste taalkundigen vertoont het ook trekken van een creooltaal (creooltalen wijken in de regel sterker af van hun vooroudertaal dan dochtertalen), en het wordt dan ook wel als semi-creool aangeduid. Een voorbeeld is de schrijver Adriaan van Dis, die uit eigen ervaring Afrikaans vergelijkbaar vindt met de in Nederlands-Indië ontstane Petjo creooltaal. De (gedeeltelijke) creolisering van het Afrikaans vond waarschijnlijk vooral plaats bij de variëteiten die door de lagere socio-economische klasse werden gebruikt. Sommige taalonderzoekers zijn van mening dat onder diezelfde klasse het Maleis Portugees als een lingua franca heeft gediend.
De variëteiten van het Afrikaans zoals die door de hogere socio-economische klasse werden gesproken, hebben daarentegen weinig invloed van andere talen ondergaan. De invloed van vreemde talen op het latere Standaardafrikaans was gering. Een belangrijk syntactisch kenmerk is dat het Afrikaans een zogeheten SVO-taal is gebleven (zie V2 (taalkunde)). Dit kenmerk (afwijkend in bijzinnen) deelt deze taal dus met het Nederlands en andere talen uit de Germaanse familie.
De Afrikaanse standaardtaal die zich in Zuid-Afrika apart ontwikkelde stond onder invloed van het Standaardnederlands, dat tot in de 19e eeuw als schrijf- en kerktaal werd gebruikt (zie ook daktaal). Het Afrikaans zelf werd tot aan het begin van de 20e eeuw ook 'Nederlands' genoemd. De uitkomst van de gescheiden ontwikkeling zijn twee sterk verwante cultuurtalen die men thans als zustertalen zou kunnen bestempelen, daarmee aangevend dat er geen statusonderscheid bestaat. (Zie ook voor een wat geprononceerde stellingname.)
De sterke verwantschap tussen het Afrikaans en het Nederlands geniet echter nog altijd een zekere officiële erkenning, hetgeen blijkt uit het volgende: als een Nederlands ambassadeur aangesteld wordt, overhandigt hij de geloofsbrieven van zijn staatshoofd aan de ontvangende staat. De geloofsbrieven van een Nederlands ambassadeur zijn steeds in het Frans opgesteld, als courante diplomatieke taal, tenzij het Nederlands in de ontvangende staat een officiële taal is. Dat laatste is natuurlijk het geval in België en Suriname, maar ook de geloofsbrieven van de Nederlandse ambassadeur in Zuid-Afrika zijn in het Nederlands.

### Dialectische stam
Het is niet duidelijk uit welke Nederfrankische dialecten het Afrikaans zich precies heeft ontwikkeld. Er zijn vooral veel Hollandse grammaticale kenmerken en klanken in het Afrikaans terug te vinden, naast enkele West-Vlaamse invloeden. Eerder werden ook Zeeuwse invloeden verondersteld, maar deze hypothese is door D.C. Hesseling op grond van migratiecijfers weerlegd.

## Geschiedenis
Het Nederlands kwam aan in het Afrikaanse continent toen Jan van Riebeeck in 1652 bij Kaap de Goede Hoop een kolonie stichtte. Toen begon ook de geschreven geschiedenis van Zuid-Afrika. De Kaapkolonie groeide snel en vooral Nederlanders en Vlamingen, maar ook veel Duitsers en Fransen, kwamen in opdracht van de VOC in de kolonie wonen. De laatsten leerden het Nederlands al snel aan; ook hun namen werden vaak vernederlandst. De bevolkingsgroep die zo ontstond, noemde zich na verloop van tijd Afrikaners (de Engelsen noemden hen later ook Boeren). Vanaf 1740 begon de spreektaal een eigen leven te leiden. Het Nederlands veranderde doordat het door andere talen werd beïnvloed, zoals het Maleis van de Maleiers, die door de Nederlanders als werkkrachten naar Zuid-Afrika waren gebracht. De schrijftaal bleef echter tot 1925 geheel gebaseerd op het Europese Nederlands. Er was intussen wel een eigen vorm van Nederlands ontstaan, het "Kaaps-Nederlands".

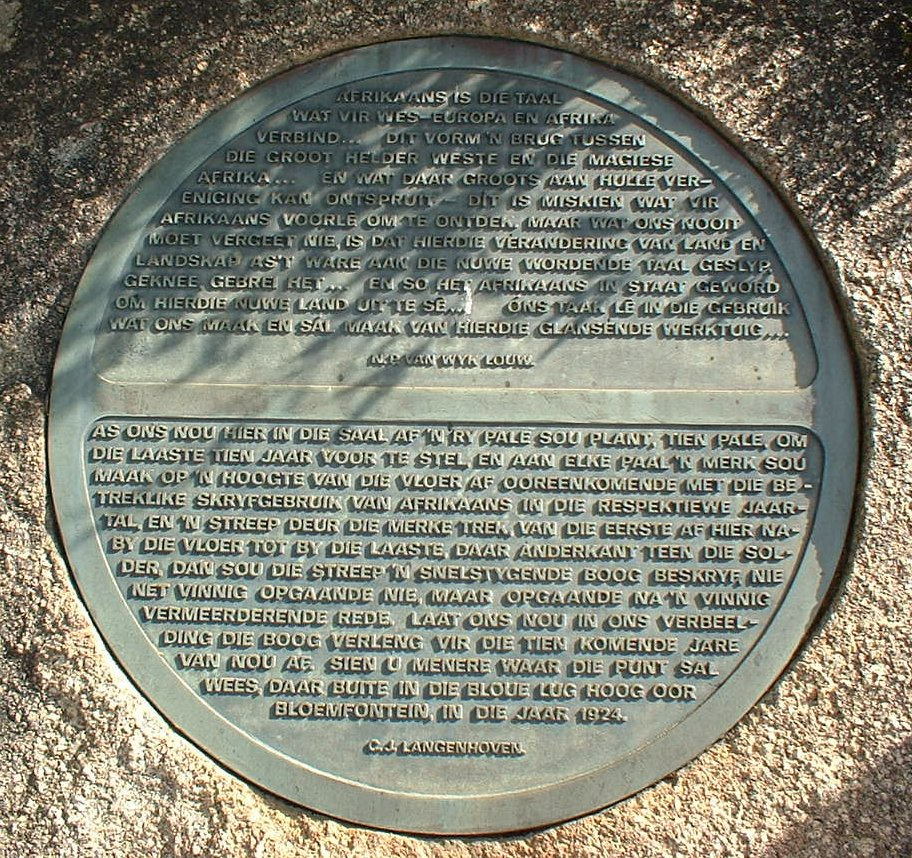
Plakkaat met twee citaten van dichters in het Afrikaans

Toen de Kaapkolonie in Britse handen overging, werd het Engels de officiële taal. De Boeren trokken steeds verder het binnenland in. Hier stichtten zij drie staten, de Oranje Vrijstaat, de Transvaal en de Republiek Natalia, waar het Nederlands de officiële taal werd. Er woedden twee hevige oorlogen tegen de Britten, die de Boeren uiteindelijk zouden verliezen. De Boeren waren sterk voor het behoud van hun taal en hun tradities. In 1854 werd het Nederlands de officiële taal van de Oranje Vrijstaat. In 1882 werd het Nederlands naast het Engels erkend in het Kaapse parlement. In 1888 werd het Nederlands erkend als officiële taal van de Zuid-Afrikaansche Republiek, het latere Transvaal. Van 1910 tot en met 1961 waren het Nederlands en het Engels samen de officiële talen van Zuid-Afrika, in 1925 werd het Afrikaans gelijkgesteld aan het Nederlands. Bij het uitroepen van de republiek in 1961 werd Afrikaans samen met het Engels als officiële taal bestempeld. Het gelijkheidsprincipe van het Afrikaans met het Nederlands bleef nog tot 1983 bestaan. Waar in wetteksten nog over Nederlands werd gesproken kon men Afrikaans lezen en andersom; ze werden als synoniemen beschouwd. Pas in 1983 is het Nederlands definitief uit de grondwet geschrapt.
In de 20e eeuw werd de Afrikaanse woordenschat onder andere door het vormen van vele nieuwe samenstellingen uitgebreid van 50.000 naar ca. 750.000 woorden, nadat de taal eerst de functie van ambtelijke taal had gekregen, waardoor ze in het onderwijs, het bestuur, de literatuur, de kunst en de wetenschap kon worden gebruikt.

## Huidige verspreiding

Geografische spreiding van het Afrikaans in Zuid-Afrika: aandeel Afrikaanstaligen in de bevolking

Geografische spreiding van het Afrikaans in Zuid-Afrika: dichtheid van de Afrikaanstalige bevolking

Afrikaans is de derde taal van Zuid-Afrika, na Zoeloe en Xhosa. Bij de Zuid-Afrikaanse volkstelling in 2001 bleek Afrikaans voor 13% van de bevolking de thuistaal te zijn. Van de circa zes miljoen Zuid-Afrikanen die bij de volkstelling in 2001 thuis Afrikaans spreken is 42,4% blank. 53% van de Afrikaanstaligen is kleurling. Van alle blanken spreekt 59% Afrikaans en 39% Engels. Van alle kleurlingen spreekt 79% Afrikaans en 19% Engels.
In dat jaar werd ook in Namibië een volkstelling gehouden, waaruit bleek dat ongeveer 11% van de bevolking thuis Afrikaans spreekt. Zowel in Zuid-Afrika als in Namibië zijn er daarnaast veel mensen die Afrikaans als tweede of derde taal spreken. In Namibië is het zelfs de gemeenschappelijke taal tussen de bevolkingsgroepen. Ongeveer 60% van de blanken in Namibië spreekt Afrikaans, 32% Duits, 7% Engels en 1% Portugees. Republikein, de grootste krant van Namibië, is Afrikaanstalig.
Ook in andere landen wonen nog aanzienlijke aantallen Afrikaanstaligen, vooral blanke emigranten uit Zuid-Afrika. Deze emigranten zijn vooral te vinden in Londen, Vancouver, Toronto, andere delen van Canada, de Verenigde Staten, Australië, Nieuw-Zeeland en Nederland.

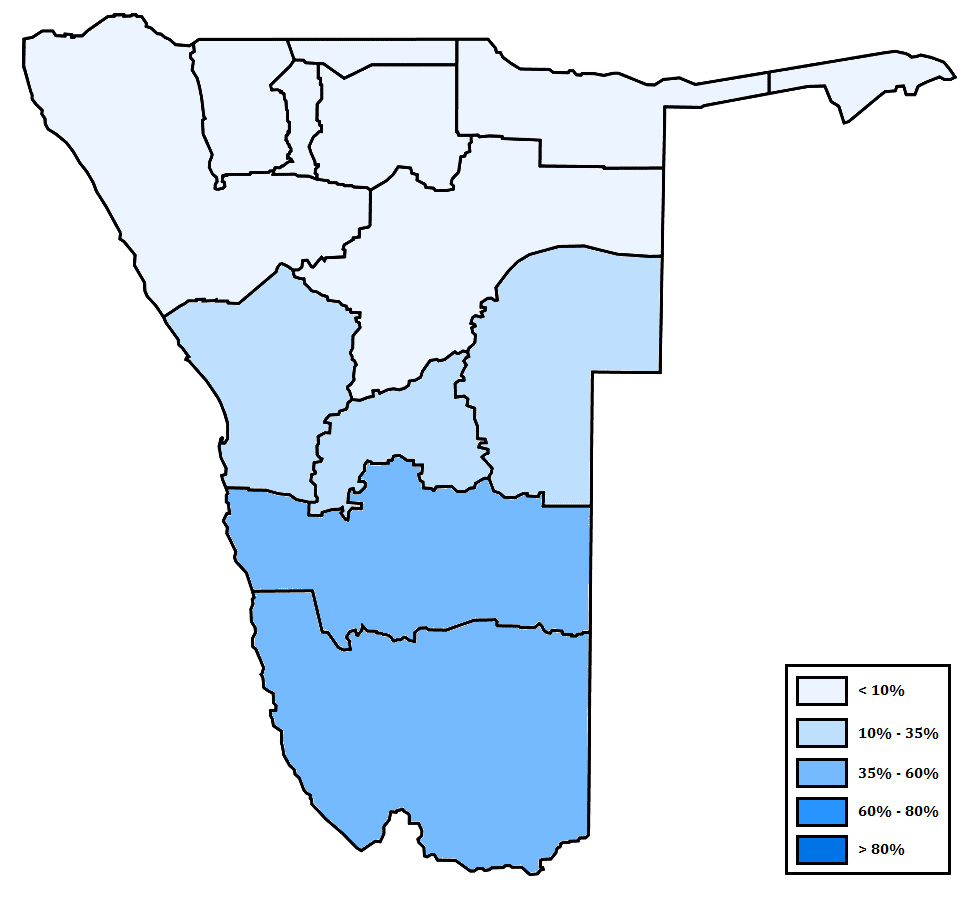
Geografische spreiding van het Afrikaans in Namibië

Tussen 1740 en 1850 werd Zuidwest-Afrika, het tegenwoordige Namibië, meer en meer gekoloniseerd door landbouwers, waarvan een flink deel van de blanke boeren Afrikaans-Hollands spraken. Afrikaans was ook de taal voor handelsreizigers die het binnenland verbonden met de zee. Mede door het Zuid-Afrikaanse bestuur over Zuidwest-Afrika is het Afrikaans in dat land de meest gebruikte taal. Tot 1990 had het daar ook een officiële status samen met het Duits en het Engels (eveneens talen van voormalige kolonisatoren).
In Zuid-Afrika concentreren de Afrikaanstaligen zich in het westen. De hele westelijke helft van het land (provincies Noord-Kaap en West-Kaap en het westelijke deel van Vrijstaat en Oost-Kaap) is in meerderheid Afrikaanstalig. Hier concentreren zich de kleurlingen, maar met name in West-Kaap wonen ook veel blanken. In de oostelijke helft van het land bevinden de Afrikaanstaligen zich vooral in de stedelijke centra (Pretoria, Bloemfontein, Vereeniging, Welkom, Potchefstroom, Klerksdorp, Krugersdorp) en verspreid op het platteland (de Boeren). In Namibië wonen de Afrikaanstaligen vooral in de zuidelijke helft van het land. Het is de meest gesproken taal in de zuidelijke regio's Hardap (44%) en !Karas (40%), de tweede taal in de hoofdstadregio Khomas (24%) en Erongo (22%) en de derde taal in Omaheke (12%).

## Dialecten
Het Afrikaans heeft verschillende dialecten, verspreid over Zuid-Afrika en Namibië. Sommige dialecten hebben meer moderne Nederlandse invloeden ondergaan dan andere, doordat ze meer in contact waren met het Europese Nederlands. De volgende hoofddialecten van het Afrikaans worden onderscheiden:
- Kaaps-Afrikaans
- Oostgrens-Afrikaans
- Oranjerivier-Afrikaans
- Oost-Kaaps-Afrikaans
- Oorlams (ook wel genoemd: Oorlangs, Oorlans)
- Patagonisch-Afrikaans

Van deze dialecten heeft het Kaaps-Afrikaans de meeste invloed van het moderne Nederlands ondergaan.

## Schrift
Het Afrikaans wordt doorgaans opgeschreven in het Latijnse alfabet, maar sommige groepen gebruiken ook het Arabische alfabet. In dat geval wordt het Getoelies genoemd.

## Woordenschat
De Afrikaanse woordenschat lijkt sterk op die van het Nederlands. Nederlandstaligen kunnen met weinig moeite Afrikaans lezen en andersom. Het Afrikaans heeft tevens een aantal 17e- en 18e-eeuwse Nederlandse woorden behouden die in het moderne Nederlands niet meer gangbaar zijn (iets soortgelijks gaat op voor bijvoorbeeld het Amerikaans-Engels, dat een aantal in het Brits-Engels verouderde woorden heeft behouden):

### Oude Nederlandse woorden
Het Afrikaans heeft onder andere de volgende verouderde Nederlandse woorden:
| Kaaps-Nederlands/Afrikaans | Nederlands                                 |
| -------------------------- | ------------------------------------------ |
| bloeisel                   | bloesem                                    |
| fontein                    | bron                                       |
| plaas                      | boerderij, hofstede, hoeve, (boeren)plaats |
| navorsing                  | onderzoek                                  |
| party                      | enige, menige                              |
| ystervark                  | stekelvarken                               |

### Dialectwoorden
Sommige woorden uit Nederlandse en Vlaamse dialecten, die in Nederland en Vlaanderen niet tot de standaardtaal behoren, zijn wel opgenomen in het kernlexicon van het Kaaps-Nederlands en Afrikaans:
| Kaaps-Nederlands       | Nederlands                   |
| ---------------------- | ---------------------------- |
| bees                   | rund (van beest)             |
| kuier ('n besoek aflê) | kuieren (een bezoek brengen) |
| soos                   | zoals                        |
| spog                   | pochen                       |
| swyn, vark             | zwijn, varken                |
| vat                    | nemen (van vatten)           |

De Afrikaanse woorden boetie en boeta vinden hun oorsprong heel waarschijnlijk in de Nederlandse dialectvormen 'beut' en 'boetje'.

### Lexica
Het grootste en belangrijkste Afrikaanse woordenboek is het Woordeboek van die Afrikaanse Taal. Daarvan is het twaalfde deel, dat de woorden die met P en Q beginnen behandelt, in 2005 verschenen.
- Woordeboek van die Afrikaanse taal / red. P.C. Schoonees ... et al. - Pretoria : Die Staatsdrukker, 1950-.... - .. dl. Bandtitel: Die Afrikaanse woordeboek. - Vanaf dl. 5: hoofdred. F.J. Snĳman ... et al. - Vanaf dl. 7: hoofdred. D.C. Hauptfleisch ... et al. - Vanaf dl. 8 uitg.: Stellenbosch : Buro van die WAT. - Vanaf dl. 9: hoofdred.: D.J. van Schalkwyk ... et al. - Vanaf dl. 12: hoofdred. W.F. Botha ... et al.
- Elektroniese WAT : woordeboek van die Afrikaanse taal (A-Q). - Kaapstad : Buro van die Woordeboek van die Afrikaanse Taal, 2006. - cd-rom + gebruikersgids, - 17 p.; Systeemeisen: Pentium III processor 500 MHz (of hoger); 256 MB RAM; Windows 2000/XP; cd-romspeler. ISBN 0-9584971-2-5
- Etimologiewoordeboek van Afrikaans / tegniese red.: G.J. van Wyk ; outeurs: A.E. Cloete ... et al. - Stellenbosch : WAT, 2003. - XIII, 596 p. Ook o.d.t.: EWA. ISBN 0-9584401-3-1
- Etimologiewoordeboek van Afrikaans : supplement / red.: G.J. van Wyk ; outeurs: A.E. Cloete ... et al. - Stellenbosch : WAT, 2007. - XIII, 213 p., ISBN 0-9584971-4-1
- Prisma groot woordenboek Afrikaans en Nederlands / hoofdred. Willy Martin ; red.: Else Boekkooi ... et al. - Houten etc. : Prisma, 2011. - 2228 p. ; Omslagtitel: Groot woordenboek Afrikaans en Nederlands. - Rugtitel: Groot woordenboek A/N. - Rugtitel: Prisma Afrikaans en Nederlands. - Uitg. is een initiatief van Stichting ZASM. ISBN 978-90-491-0256-2 geb.
- Beknopte verklarende woordeboek / L.C. Eksteen ; voorheen saamgest. deur M.S.B. Kritzinger. - 8e hers. en uitgebr. uitg., heruitg. - Kaapstad : Pharos, 2000. - 644 p. Gebaseerd op: Verklarende Afrikaanse woordeboek / bew. deur M.S.B. Kritzinger ... et al. - Pretoria : Van Schaik. - Heruitg. van de geb. achtste dr. - Pretoria : Van Schaik, 1989, ISBN 1-86890-022-3

## Grammatica

### Persoonlijk voornaamwoord
De persoonlijke voornaamwoorden
ek/my (ik/mij)
jy/jou (jij/jou)
hy/hom (hij/hem)
sy/haar (zij/haar)
ons (wij/ons)
julle (jullie)
hulle (zij/hen/hun)
Personen kunnen ook een meervoud hebben: Japie – Japie-hulle (Japie & co.)

### Werkwoorden
In het Afrikaans worden werkwoorden nauwelijks vervoegd, in tegenstelling tot in het Nederlands. De infinitief en de tegenwoordige tijd hebben altijd dezelfde vorm, behalve bij de werkwoorden zijn en hebben en bij werkwoorden die een voorvoegsel hebben:
| infinitief | indicatief tegenwoordige tijd | Nederlands |
| ---------- | ----------------------------- | ---------- |
| wees       | is                            | zijn       |
| hê         | het                           | hebben     |
| aanneem    | neem aan                      | aannemen   |

Werkwoorden worden daarnaast niet vervoegd naar persoon:
| Afrikaans    | Nederlands     |
| ------------ | -------------- |
| ek is        | ik ben         |
| jy/u is      | jij/u bent     |
| hy/sy/dit is | hij/zij/het is |
| ons is       | wij zijn       |
| julle is     | jullie zijn    |
| hulle is     | zij zijn       |

De onvoltooid verleden tijd is qua vorm volledig gelijk aan de onvoltooid tegenwoordige tijd. Om het verschil met de tegenwoordige tijd te duiden, wordt deze vorm voorafgegaan door een bijwoord zoals toe (toen) of enige andere bepaling die op het verleden wijst.
| Afrikaans      | Nederlands       |
| -------------- | ---------------- |
| gister gaan ek | gisteren ging ik |

Op het verdwijnen van de onvoltooid verleden tijd zoals in het Nederlands, zowel van de sterke als van de zwakke werkwoorden zijn er een handvol uitzonderingen, vooral de hulpwerkwoorden wees (zijn), kan (kunnen), sal (zullen), moet (moeten), wil (willen):
| Afrikaans                   | Nederlands                         |
| --------------------------- | ---------------------------------- |
| ek was, kon, sou, moes, wou | ik was, kon, zou, moest, wou/wilde |
| weinig gebruikt:            |                                    |
| ek mog, dag/dog, had, wis   | mocht, dacht, had, wist            |

Om die reden wordt vaker de voltooid tegenwoordige tijd gebruikt. Het voltooid deelwoord heeft net als in het Nederlands het voorvoegsel 'ge', tenzij er al een ander voorvoegsel is:
| Afrikaans      | Nederlands                      |
| -------------- | ------------------------------- |
| ek het gehad   | ik had (of ik heb gehad)        |
| ek het geweet  | ik wist (of ik heb geweten)     |
| ek het gewerk  | ik werkte (of ik heb gewerkt)   |
| ek het gespeel | ik speelde (of ik heb gespeeld) |
| ek het gegaan  | ik ging (of ik ben gegaan)      |
| ek het vergeet | ik vergat (of ik ben vergeten)  |

Ook voor werkwoorden die in het Nederlands sterk zijn, neemt het voltooid deelwoord onveranderd de vorm ge + infinitief aan:
ek kies – ek het gekies (gekozen)
ek dink - ek het gedink (gedacht)
ek drink - ek het gedrink (gedronken)
ek loop - ek het geloop (gelopen)
Bij enkele werkwoorden heeft echter de sterke vorm van de Nederlandse verleden tijd de betekenis van tegenwoordige tijd gekregen (zie ook preterito-presentia):
ek verloor – ek het verloor (fut: ek sal verloor)
Werkwoorden die een beweging uitdrukken krijgen in de voltooide tijd de persoonsvorm het (heeft), niet is: ek het gegaan (vgl. het Engelse 'I have gone'). Als een voltooid deelwoord bijvoeglijk gebruikt wordt, duiken soms 'oude' Nederlandse vormen weer op
ek het gebruik - gebruikte klere (gebruikt)
ek het verwag - verwagte storm (verwacht)
ek het gedeel - gedeelde vreugde (gedeeld)
ek het gekies - 'n verkose directeur (verkozen)
ek het gebreek - gebreekte glas - 'n gebroke belofte (gebroken)

### Ontkenningen
Het Afrikaans gebruikt – net als bijvoorbeeld het Frans – een tautologische dubbele ontkenning, afkomstig uit de Nederlandse en Vlaamse dialecten, bijvoorbeeld: hy het dit nie gedoen nie.

### Zelfstandige voornaamwoorden
Zelfstandige naamwoorden kennen qua flexie alleen nog enkelvoud en meervoud.
- Er is geen grammaticaal geslacht.

Een gevolg hiervan is dat een woord als hy alleen terug kan slaan op mannelijke personen en geëerbiedigde voorwerpen. Ook bij de personificatie van niet-levende dingen, alsmede bij enig dier waarvan het geslacht onbekend is, wordt hy gebruikt (bijvoorbeeld: Die hond is siek, hy wil nie eet nie).

### Bijvoeglijke naamwoorden
Bijvoeglijke naamwoorden hebben net als in het Nederlands een buigings-e. De verbuiging gaat vaak gepaard met deletie van een medeklinker, met name in intervocale positie: hoog – hoë.

### Uitspraak, spelling en morfologie
De Nederlandse 'ij' wordt in etymologisch aan het Nederlands verwante woorden als y gespeld, behalve in '-lijk' als achtervoegsel: waarskynlik (waarschijnlijk)
- De Nederlandse 'ch' wordt in het Afrikaans als g gespeld: lag (lach, lachen)
- De 'g', 'v' en 'd' vallen volledig weg tussen twee klinkers: die hoë boom is hoog.
- De Nederlandse medeklinkerclusters '-cht' en '-st' worden in het Afrikaans vereenvoudigd tot -g en -s: lugpos (luchtpost), oos (oost); de t duikt weer op in afleidingen: lugtig (luchtig), oostelik (oostelijk)
- De Nederlandse medeklinkercombinatie '-sch' is in het Afrikaans (net als in eerdere fasen van het Nederlands) -sk: skool (school)
- De oo en ee en eu zijn tweeklanken die ongeveer klinken als 'oeë', 'ieë' en 'ie-u'
- Bij de korte i heeft sterke reductie plaatsgehad, zodat deze als een sjwa wordt uitgesproken (zoals de 'e' in het Nederlandse 'kamer'): sit, ding, vir kunnen de Nederlandstalige als 'sut', 'dung' en 'vur' in de oren klinken
- Waar in het Nederlands 'au', 'ou', 'auw' of 'ouw' wordt geschreven, schrijft men in het Afrikaans altijd ou

| Afrikaans | Nederlands  |             | Afrikaans      | Nederlands |
| vir       | voor        | vry         | vrij           |            |
| my        | mij of mijn | lughawe     | luchthaven     |            |
| skool     | school      | sleg/slegte | slecht/slechte |            |
| eggenoot  | echtgenoot  | saam        | samen          |            |
| aksie     | actie       | voël        | vogel          |            |
| asseblief | alsjeblieft | goeienaand  | goedenavond    |            |
| oop       | open        | oormôre     | overmorgen     |            |
| braai     | braden      | skoene      | schoenen       |            |

### Syntactische relaties
De grammatica van het Afrikaans kent veel minder flexie dan die van het Nederlands. Bezitsrelaties worden vaak uitgedrukt door middel van het voornaamwoord se, vergelijkbaar met het Nederlandse 'zijn/z'n':.
| Afrikaans                                                   | Nederlands                                                                  |
| ----------------------------------------------------------- | --------------------------------------------------------------------------- |
| die boeke van Gordimer / die boeke wat Gordimer geskryf het | De boeken van Gordimer = De boeken die Gordimer heeft geschreven            |
| die man se hond                                             | De hond van de man (De man zijn/z'n hond)                                   |
| die man wat ek gister gesien het se hond                    | De hond van de man die ik gisteren zag/ De man die ik gisteren zag z'n hond |

Grammaticale objecten kunnen worden voorafgegaan door het voorzetsel vir (voor), maar dit is niet verplicht. Bij werkwoorden die meer dan één object als argument hebben kan vir echter alleen voor het meewerkend voorwerp worden geplaatst. Hierdoor ontstaan zinsconstructies die in het Nederlands ongebruikelijk zijn:
| Afrikaans                    | Nederlands               |
| ---------------------------- | ------------------------ |
| Ek sien die man.             | Ik zie de man.           |
| Ek gee die man die boek.     | Ik geef de man het boek. |
| Ek gee die boek vir die man. | Ik geef de man het boek. |

## Andere benamingen
Het Afrikaans wordt soms een vorm van Nederlands genoemd, ook in andere talen.
- Kaap-Hollands/Kaap-Nederlands
- Zuid-Afrikaans
- Afrikaans-Nederlands
- Afro-Nederlands/Afro-Hollands

### Andere talen
- Cape Dutch
- (South) African Dutch
- Kitchen Dutch
- Kapholländisch
- Kolonial-Niederländisch (Koloniaal-Nederlands)

## Invloed van en op andere talen
Het Afrikaans is in de loop van zijn geschiedenis door andere talen beïnvloed dan het in Nederland gesproken Nederlands. Het Maleis, verschillende Bantoetalen, het Portugees, het Frans, het Duits en het Engels hebben allemaal duidelijk zichtbare sporen in het Afrikaans achtergelaten.

### Invloeden uit het Maleis
Lexicale ontleningen aan het Maleis zijn er overdadig. Een paar voorbeelden zijn:
- baie (erg, zeer, veel)
- piering (schoteltje)
- boetie (broertje)

Een eigenschap van het Afrikaans is de reduplicatie van bijwoorden, werkwoorden en zelfstandige naamwoorden. Ponelis schrijft dat systeem toe aan het Maleis, waar het heel gebruikelijk is. Een paar voorbeelden:
- Plek-plek ('hier en daar' - in het Afrikaans verbatim ook als 'hier en daar' gebruikt)
- raas-raas ('schimpend')
- klap-klap ('herhaaldelijk klappen')
- Valkhoff[18] noemt bovendien het wegvallen van de -t in medeklinkergroepen, zoals in lug, herfs en naak, als mogelijke Maleise invloed.

### Invloeden uit het Xhosa
Lexicale invloed van het Xhosa is te zien in leenwoorden als
- kaya (huis)
- aikona (nee, niet, geen)[19]

### Invloeden uit het Zoeloe
Het woord moetie (medicijn) is afgeleid van het Zoeloe-woord 'umuthi'. Van dit woord zijn afleidingen zoals moetieman en moetiewinkel gemaakt.

### Invloeden uit het Khoikhoi of Hottentots
Den Besten (1986) noemt het Khoikhoi als meest waarschijnlijke bron voor de dubbele ontkenning in het Afrikaans. Andere mogelijke bronnen zijn het West-Vlaams en het Frans (via de hugenoten)

### Invloeden uit het Portugees
Portugese leenwoorden zijn bijvoorbeeld:
- moveer (tergen), van 'mover'
- bredie (vleesgerecht) van 'bredo'[20]
- kombers (deken) van 'cobertas'[20]
- kraal (hok, kooi) van 'curral'[20]

Ponelis (1997) noemt het gebruik van vir voorafgaand aan het lijdend voorwerp (zie #Grammatica) als een constructie die analoog aan de Portugese constructie met 'a' is gevormd.

### Invloeden uit het Frans
De invloed op het Afrikaans van het Frans dat werd gesproken door de Franse hugenoten die in de 17e eeuw naar Zuid-Afrika migreerden lijkt groter dan deze is. Dit komt doordat de meeste Franse woorden via het Nederlands in het Afrikaans zijn beland.

### Invloed van het Afrikaans op het Zuid-Afrikaans-Engels
Het Afrikaans heeft een sterke invloed gehad op het Zuid-Afrikaans-Engels. Het valt Engelstaligen uit andere delen van de wereld op dat het Engelse woord 'barbecue' haast nooit gebruikt wordt. In plaats daarvan gebruiken Engelstaligen het Afrikaanse woord braai hetgeen is afgeleid van het Nederlandse woord 'braden'. Ook hoort men in het Zuid-Afrikaans-Engels vaak howzit (hallo/hoe gaat het?) en issit? ('o ja?' of letterlijk: 'is dit?', wat 'is dat zo?' betekent). Het is als iemand issit? zegt beleefd om met ja te antwoorden, omdat het Afrikaanse/Nederlandse woord 'ja' het Amerikaans-Engelse 'yeah' vervangt. Het Afrikaanse woord gooi is ook erg populair onder jongeren. Zo komen in het Zuid-Afrikaans-Engels zinnen voor waarvan bijna zeker is dat Engelsen uit andere delen van de wereld deze niet zullen begrijpen: That bloke tuned my ma he's gonna gooi a geelbek on the braai, have a dop and eat some droë wors afterwards. (Die gozer zei tegen m'n moeder dat hij een "geelbek" op de barbecue gaat doen, een borreltje gaat drinken en daarna droge worst gaat eten). Er zijn veel van zulke woorden en uitdrukkingen.
In bepaalde gebieden is het ook gewoon om Afrikaans en Engels door elkaar te mengen.

### Invloed vanverengelsingin het onderwijs

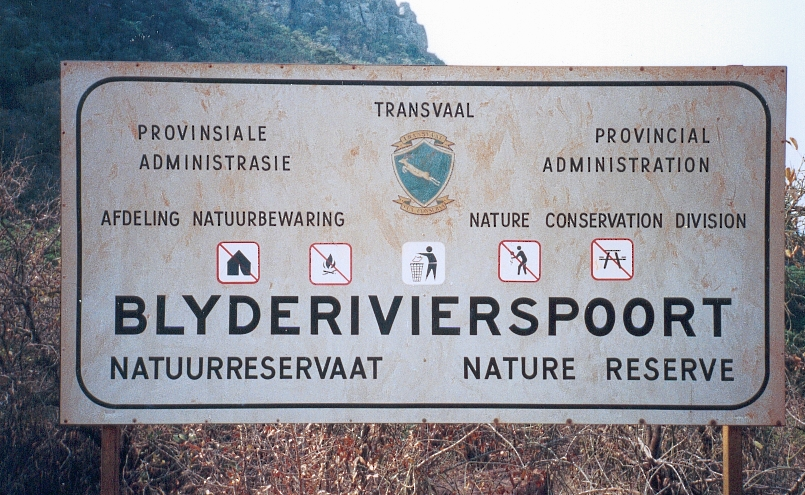
Tweetalig bord in de Blyderivierspoort.

Het Afrikaans is de meest verspreide en de op twee na grootste taal van Zuid-Afrika, maar staat onder grote druk. Het Engels wint snel terrein van het Afrikaans bij de overheid maar ook in het openbare leven. Het Afrikaans wordt door bijna zes miljoen mensen als thuistaal gesproken in Zuid-Afrika; daarnaast spreken zo'n 200.000 mensen in Namibië het Afrikaans als moedertaal. In Zuid-Afrika spreken de meeste mensen (zowel blank, als zwart of kleurling) het Afrikaans als tweede of derde taal, daardoor komt het aantal mensen dat de taal beheerst tussen de 15 en 20 miljoen. Verder wordt het Afrikaans nog gesproken door immigranten over de hele wereld; er wonen vooral grote Afrikanergemeenschappen in Canada, Australië, Nieuw-Zeeland, de Verenigde Staten en Engeland. In Londen wonen circa 100.000 Afrikaanstaligen en in Vancouver en Toronto ongeveer 40.000.
Veel universiteiten gingen na het Apartheidsregime over van het Afrikaans op het Engels als instructietaal. Ook werden verschillende namen van plaatsen en provincies veranderd in Bantoetalige; de Noordelike Provinsie werd Limpopo, Oos-Transvaal werd Mpumalanga en de hoofdstad van de Noordelike Provinsie, Pietersburg, werd Polokwane.
Volgens een schatting uit 2007 blijkt echter dat het Engels als onderwijstaal toch minder invloed op de thuistaal van kinderen heeft dan eerder werd verondersteld. Veel minder bruine Afrikaanssprekers blijken op het Engels over te zijn geschakeld – een fenomeen dat ook in Namibië aan het licht treedt. Hoewel Engels sedert 1990 de ambtelijke taal is in het onderwijs, groeit het aantal van vooral niet-blanke Afrikaanssprekenden sterk.

## Erkenning

### Status van het Afrikaans

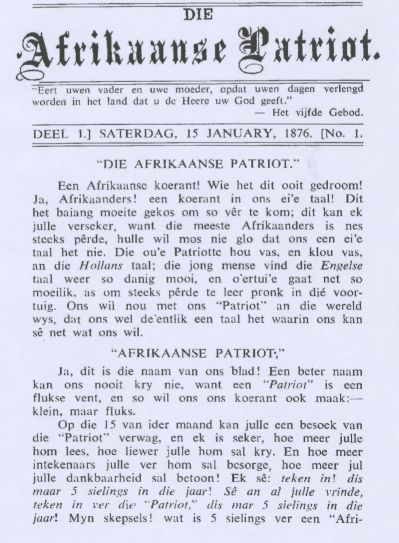
De Afrikaanse Patriot, uitgegeven in 1876

In 1910 werden het Nederlands en het Engels de officiële talen van Zuid-Afrika. Op 8 mei 1925 erkende de Unie van Zuid-Afrika het Afrikaans als synoniem van het Nederlands. Wat betreft ambtelijke status is het Afrikaans daarmee de op twee na jongste Germaanse taal ter wereld, alleen het Faeröers en Luxemburgs zijn nog later in de grondwet als aparte taal erkend. In 1961 werd het Afrikaans als zelfstandige taal erkend en in 1983 werd het Nederlands als officiële taal uit de Zuid-Afrikaanse grondwet geschrapt.
Het Genootskap van Regte Afrikaners werd in 1875 opgericht en zorgde voor de verheffing van het Afrikaans als de cultuurtaal die later een officiële taal van Zuid-Afrika zou worden. Dit was het begin van de Afrikaanse Taalbeweging. Hoewel er aanvankelijk schamper werd gereageerd op deze poging tot bevordering van een "Hottentottaal zonder grammatica", is de Afrikaanse Taalbeweging uiteindelijk toch succesvol gebleken. Soortgelijke initiatieven ter bevordering van de lokale taalvariëteit zijn genomen in de Verenigde Staten, Brazilië, Quebec en Noorwegen, maar al deze pogingen zijn gestrand.
De Nederlandse Taalunie onderhoudt speciale banden met Zuid-Afrika, maar de zaak ligt gevoelig, onder meer vanwege de emotionele associatie tussen het Afrikaans en de apartheidspolitiek. Desondanks worden er pogingen ondernomen om het Afrikaans – op basis van de historische verwantschap met het Nederlands – te laten toetreden tot de Nederlandse Taalunie.
Aan de universiteiten van Gent, Hasselt, Keulen, Leiden, Wenen en Göttingen wordt Afrikaans onderwezen als bijvak binnen de studie Neerlandistiek. Ook in Zuid-Afrika zelf zijn het Afrikaans en Nederlands op universiteiten nauw verwant. Op de universiteiten van Stellenbosch, de Vrijstaat en andere grote universiteiten maakt Afrikaans deel uit van het "Departement Afrikaans en Nederlands".

### Nationalisme
Aanhangers van de met het nationaalsocialisme sympathiserende minister Daniël François Malan deden pogingen een wig te drijven tussen het Afrikaans van de blanke Zuid-Afrikaanse bevolking en het Nederlands. Als gevolg van het beleid van Malan werden uiteindelijk veel Zuid-Afrikaanse kleurlingen uit "blanke" dorpen verdreven, hetgeen leidde tot een imago van het Afrikaans van nationalistische taal en taal van de apartheid bij de niet-blanke bevolking van Zuid-Afrika.

### Taalmonumenten

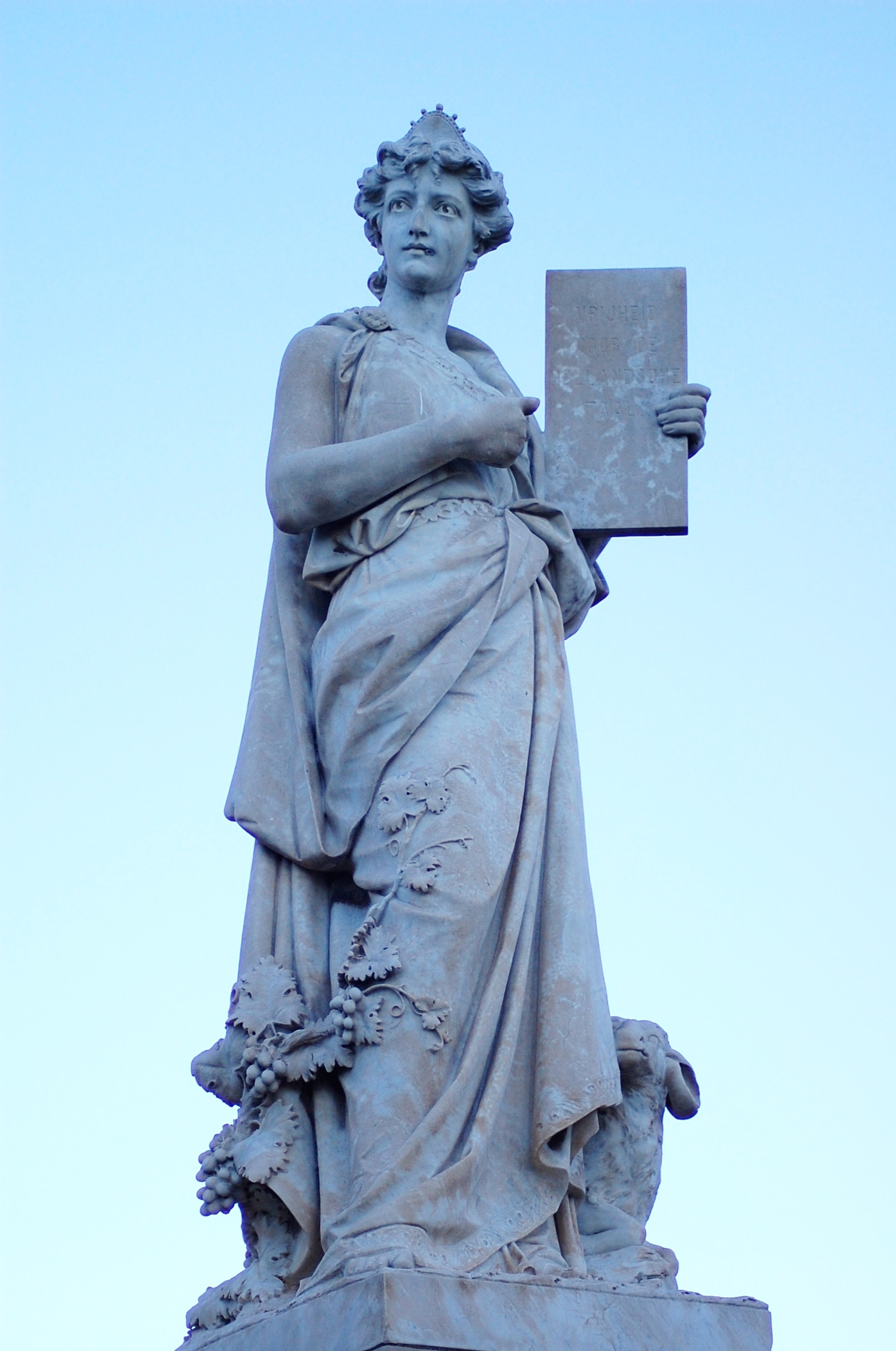
Het Nederlandse taalmonument te Burgersdorp, Zuid-Afrika

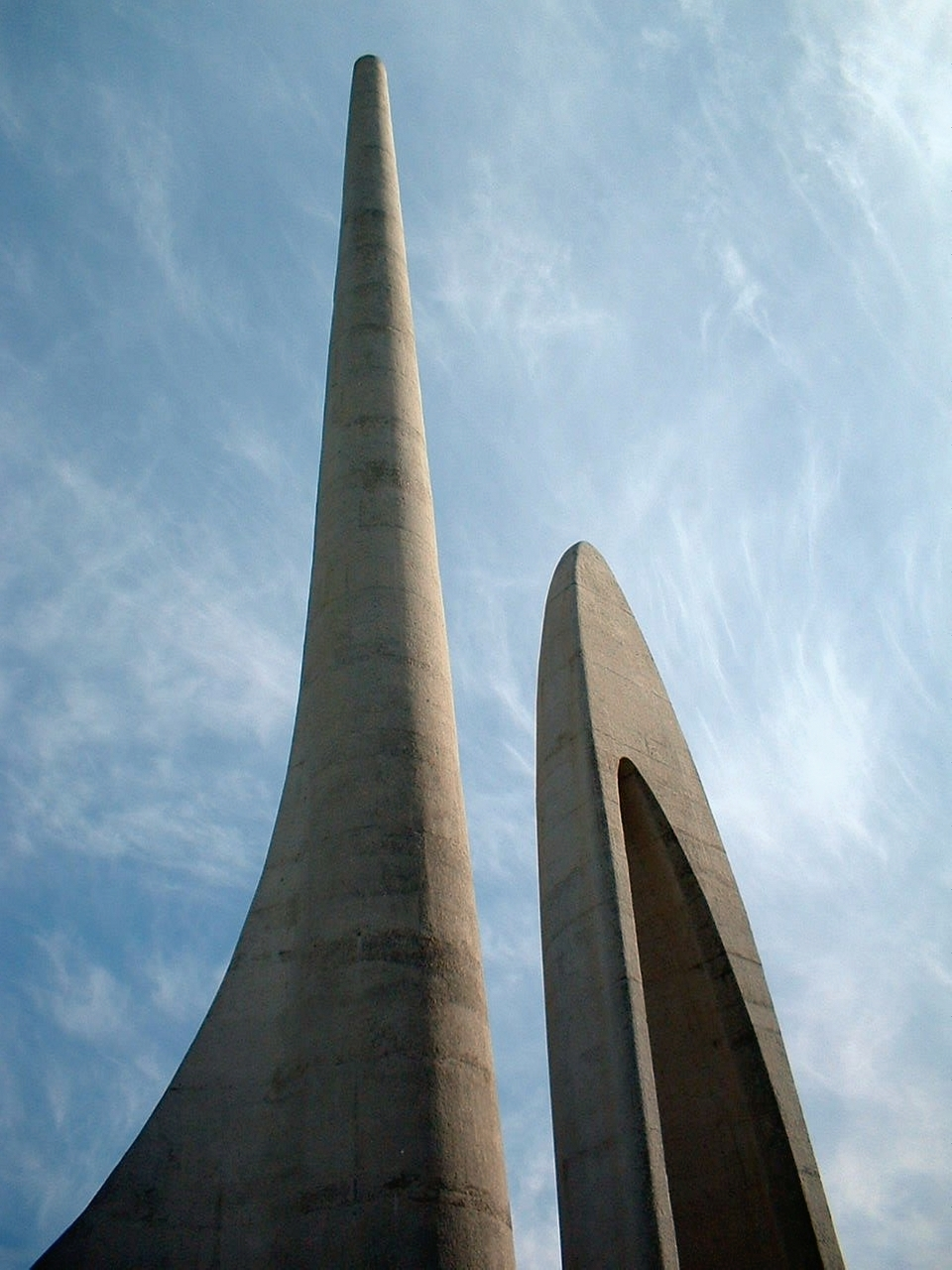
Obelisken van het monument in Paarl, Zuid-Afrika

Het Nederlandse taalmonument te Burgersdorp is opgericht in 1893 ter herdenking aan de erkenning van het Nederlands als officiële taal in de Kaapkolonie in 1882. Die Afrikaanse Taalmonument staat in de Paarl. Deze monumenten zijn als enige monumenten ter wereld aan een taal gewijd. Het Afrikaanse taalmonument is gebouwd op een heuvel en overziet het Instituut voor Lerarenopleiding in Paarl, West-Kaap, Zuid-Afrika. Voltooid in 1975, herdenkt het het halve-eeuwfeest van de erkenning van het Afrikaans als een zelfstandige cultuurtaal.

## Onze Vader
Hier volgt een vergelijking tussen het Onze Vader in het Nederlands en het Afrikaans:
| Nederlandse versie (NBG) | Versie in hedendaags Afrikaans |
| --- | --- |
| Onze Vader Die in de Hemelen zijt, Uw Naam worde geheiligd; Uw Koninkrijk kome; Uw wil geschiede, gelijk in de Hemel als op de aarde. Geef ons heden ons dagelijks brood; en vergeef ons onze schulden, gelijk ook wij vergeven onze schuldenaren; en leid ons niet in verzoeking, maar verlos ons van de Boze. | Ons Vader in die hemel, laat u Naam geheilig word. Laat u Koninkryk kom. Laat u wil geskied. Soos in die hemel, net so ook op die aarde. Gee ons vandag ons daaglikse brood en vergewe ons skulde, net soos ons ook óns skuldenaars vergewe. En lei ons nie in versoeking nie, maar verlos ons van die bose. |

## Bekende liedjes in het Afrikaans
- "Jan Pierewiet, Jan Pierewiet, Jan Pierewiet staan stil."
- "Mamma, ek wil 'n man hê"
- "Bobbejaan klim die berg" (bevat de bekende regel: "O, moenie huil nie, o, moenie treur nie, die Stellenboschse boois kom weer")
- "My Sarie Marais" (bevat de bekende regel: "o bring my terug na die ou Transvaal" )
- "Daar kom die Alibama"
- Duitswes Wals (bevat het refrein "Dans met die rooirok die hartlam van my")
- "Die Stem van Suid-Afrika"
- "Die sweep het geklap en die wawiele draai agter die rooispan aan"
- "Ek wil jou hè, ek sal jou krij"
- "Gertjie"
- "Rij maar an ossewa"
- "Suikerbossie" (bevat de bekende regel: "Suikerbossie, ek wil jou hê!")
- "Vorentoe Suid-Afrika"